# 横田一義
横田 一義（よこた かずよし、1986年5月1日 - ）は、日本の元男子バレーボール選手。

## 来歴
滋賀県大津市出身。洛陽工業高校から大阪商業大学へ進学し、大学在学中の2008年に堺ブレイザーズの内定選手になった。大学卒業後の2009年に入団した。
2010年に全日本代表登録メンバーに初選出された。
2017年に第66回黒鷲旗全日本男女選抜大会を最後に引退した。
引退後は福岡県内で働く。2021年夏、V.LEAGUE入りを目指す福岡ウイニングスピリッツの代表である上竹原聖子から入団を熱望され、現役復帰を果たした。同年、チームはS3ライセンスを取得し翌シーズンの2022-23シーズンV.LEAGUE入りが内定した。Vリーグ登録はされず、2023年退団。

## 人物
- 元全日本代表でミュンヘンオリンピック金メダリストの横田忠義を父に持つ[5]。

## 所属チーム
- 京都市立洛陽工業高等学校
- 大阪商業大学
- 堺ブレイザーズ（2009-2017年）
- 福岡ウイニングスピリッツ（2021-2023年）

## 球歴
- 日本代表 - 2010-2013年
  - ワールドカップ - 2011年
  - ワールドグランドチャンピオンズカップ - 2013年

## 受賞歴
- 2013年 - 2012/13 Vプレミアリーグ ベスト6賞[6]